# 鮑康寧
鮑康寧（Frederick William Baller，1852年11月21日—1922年8月12日），内地会英国籍传教士、浸信会人士、汉语语言学家、汉学家和教育家。参与《圣经》中文译本“和合本”的翻译工作。曾编写文理教材和官话教材，供传教士学习使用，将司布真的生平翻译成中文，也曾将清朝的圣谕广训白话版翻译为英语。

## 生平
1873年成为内地会传教士，9月3日离开英国，11月5日抵达上海。在南京学习中文，该地刚经历了太平天国之乱。来华后的第一年，他负责安徽、江苏2省的内地会工作。
他在完成戴德生传记后不久，在上海去世并安葬。